# Liturgische Bewegung
Als liturgische Bewegung werden Bestrebungen sowohl in den reformatorischen Kirchen als auch in der römisch-katholischen Kirche seit der Mitte des 19. Jahrhunderts bezeichnet, die eine Erneuerung und Vertiefung des Verständnisses der kirchlichen Liturgie unter den Gläubigen zum Ziel hatten bzw. haben. Die Bewegung kommt sowohl in der theologischen Wissenschaft als auch in der gottesdienstlichen Praxis zum Ausdruck und kann als Teil der ökumenischen Bewegung in dem Sinne verstanden werden, dass die sichtbaren Unterschiede in Gottesdiensten zwischen den Konfessionen in der Regel durch die Bewegung abgebaut werden.

## Römisch-katholische Kirche

### 19. und 20. Jahrhundert
Ihren Ausgang nahm die liturgische Bewegung in der römisch-katholischen Kirche in der Mitte des 19. Jahrhunderts von den Benediktinerabteien von Solesmes (Frankreich) und Beuron (Deutschland) aus, in Solesmes vor allem durch Dom Guéranger. Der gregorianische Choral erreichte eine neue Blüte, es wurden Volksmessbücher – wie zum Beispiel der „Schott“ – herausgegeben. Durch das Motu Proprio Tra le sollecitudini Papst Pius X. vom 22. November 1903 wurden die gewonnenen Erkenntnisse von lehramtlicher Seite bestätigt. Der Papst erkannte die Kirchenmusik als eigenständigen Wesensbestandteil der Liturgie mit spiritueller, gesamtreligiöser Bedeutung an. In diesem Dokument wurde auch zum ersten Mal von der „actuosa communicatio“ bzw. Participatio actuosa gesprochen, der tätigen Teilnahme der Gläubigen am liturgischen Leben der Kirche. Dieser Terminus fand 60 Jahre später Eingang in die Konstitution Sacrosanctum Concilium des 2. Vatikanums. Von Bedeutung für die liturgische Entwicklung waren auch die belgischen Benediktinerabteien Mont César und Maredsous.
Der Benediktinermönch Lambert Beauduin (1873–1960) machte durch seine Rede beim belgischen Katholikentag am 23. September 1909 in Mechelen die Bewegung in Belgien und Holland bekannt. Dieses „Mechelner Ereignis“ markierte den Beginn der zweiten Phase der Liturgischen Bewegung, die fortan eine volksliturgische war. Auch In Frankreich und Italien gewann die Bewegung einige Zustimmung (Aimé-Georges Martimort, Cyprian Vagaggini, Giulio Bevilacqua); sie erstarkte jedoch besonders im deutschsprachigen Raum.
Die Wahl Ildefons Herwegens zum Abt von Maria Laach 1913 markierte einen Wendepunkt in der Geschichte der liturgischen Bewegung in Deutschland. In seinem Umfeld entwickelten Romano Guardini, Odo Casel und Johannes Pinsk ihre Gedanken. Guardini schuf mit seinem 1918 erschienenen Werk Vom Geist der Liturgie eine programmatische Zusammenfassung der Bewegung. Sein zentrales Anliegen war die „Weltzuwendung aus der Mitte des Glaubens“, und er sah „die eigentliche Würde des Menschen im Vollzug der Liturgie“. Dabei stand nach wie vor die tätige Teilnahme an der Liturgie im Vordergrund. Wichtiges Instrument war dabei die Verwendung der Volkssprache für gemeindliche Elemente zusätzlich zum Latein der priesterlichen Liturgie, etwa in der Betsingmesse. Auch die Feier der Osternacht und die Verwendung des Volksaltars waren wichtigen Elemente.

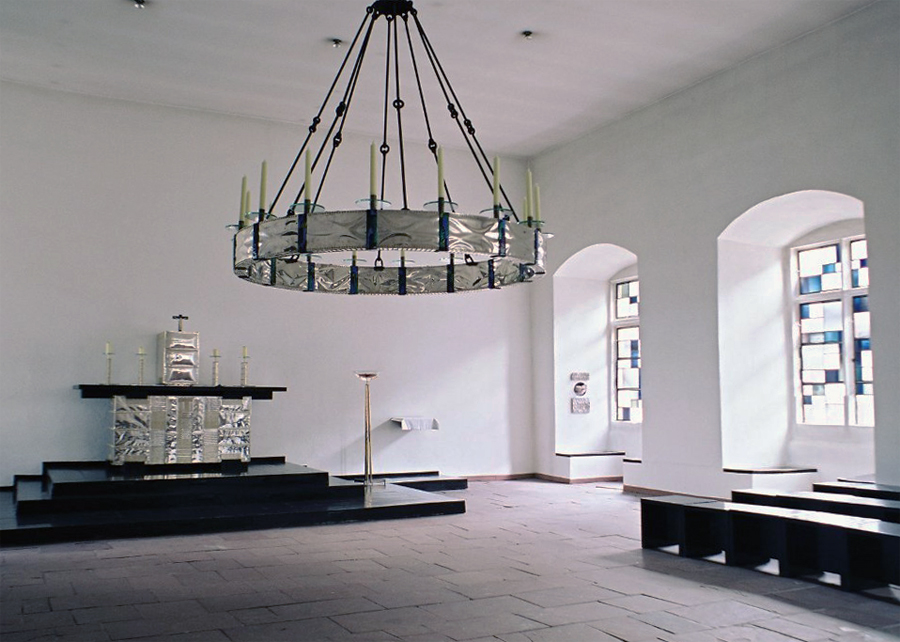
Kapelle der Burg Rothenfels

Durch die Katholische Jugendbewegung und die Zusammenarbeit mit den katholischen Jugendverbänden, vor allem Quickborn, Bund Neudeutschland, die Normannsteiner und Katholischer Jungmännerverband mit ihren Zentren Burg Rothenfels, Burg Normannstein und Haus Altenberg, fanden die Ideen im deutschen Klerus rasch weite Verbreitung. Der Augustinerchorherr Pius Parsch verwirklichte die Ideen ab 1922 im Stift Klosterneuburg und machte sie durch volkstümliche Schriften bekannt. In Innsbruck setzte sich der Liturgiewissenschaftler Josef Andreas Jungmann S.J. für eine liturgische Erneuerung und Reform (Liturgiereform) ein.
Die von Johannes Pinsk herausgegebenen Zeitschriften Liturgische Zeitschrift (1928–1933) und Liturgisches Leben (1934–1939), die im Selbstverlag erschienen, waren für die liturgische Bewegung einflussreich. Auch Laien-Messbücher wie der „Volks-Schott“ der Erzabtei Beuron und das „Volksmessbuch“ des Maria Laacher Benediktiners Urbanus Bomm spielten eine große Rolle. Für Breitenwirkung sorgte das Heft Kirchengebet für den Gemeinschaftsgottesdienst, 1928 erstmals herausgegeben von Ludwig Wolker, dem Generalpräses der Katholischen Jungmännervereine Deutschlands, das eine Auflage von 9.242.000 Exemplaren erreichte und die Form der Gemeinschaftsmesse über die Jugendverbände hinaus verbreitete. Die Ausgabe von 1930 bot erstmals den 1928 in einer privaten Initiative in Köln erarbeiteten deutschen Einheitstext des Mess-Ordinariums, wie er ab dann in alle Messbücher und Diözesangebetbücher übernommen wurde.
Doch bald regte sich Kritik. Auf der einen Seite war es vielen nicht recht, dass liturgische Bestimmungen missachtet wurden, auf der anderen Seite wurde auch inhaltliche Kritik geübt. 1939 erschien Max Kassiepes Schrift Irrwege und Umwege im Frömmigkeitsleben der Gegenwart, die die Ziele der Bewegung scharf angriff. Der Oblatenmissionar Kassiepe war der Ansicht, dass eine Erneuerung des Glaubenslebens nicht dadurch erreicht werden könne, dass man sein Hauptaugenmerk auf liturgische Detailfragen lenke; dadurch verliere man den Blick für Wesentliches. Einen gewissen Ausgleich in den Auseinandersetzungen erreichte die von der Bischofskonferenz eingesetzte liturgische Kommission sowie die Enzyklika Mystici Corporis vom 29. Juni 1943.
Die Enzyklika Mediator Dei vom 20. November 1947 war die Antwort des Lehramtes auf die liturgische Bewegung. Dabei wurde – in versöhnlichem Ton – manchen Missbräuchen ein Riegel vorgeschoben, auf der anderen Seite jedoch wurden manche Inhalte und Formen bestätigt. Es sollte noch zwei Jahrzehnte dauern, bis mit der Konstitution Sacrosanctum Concilium des II. Vatikanums und der nachfolgenden Liturgiereform von 1969 die formalen Forderungen der Bewegung umgesetzt waren. Seit den 1960er-Jahren durch bisher unvorstellbare neue Praktiken „überholt“, hörte die eigentlich liturgische Bewegung auf zu existieren, während sich Anhänger der liturgischen Tradition vermehrt konservativen Gruppen zuwandten.

### „Neue liturgische Bewegung“
Als „neue liturgische Bewegung“ werden in traditionalistischen Gruppen in der römisch-katholischen Kirche seit den 2000er-Jahren Bestrebungen bezeichnet, Fehlentwicklungen zu korrigieren, die sich bei der Liturgiereform im Anschluss an das Zweite Vatikanische Konzil eingestellt hätten. Die Bezeichnung wird zurückgeführt auf Joseph Ratzinger, später Papst Benedikt XVI.: „Weil es die Gemeinde aus sich gar nicht gibt, sie vielmehr immer nur durch den Glauben vom Herrn her überhaupt als Einheit entsteht, ist Zerfall in Parteiungen aller Art […] unter diesen Bedingungen unwiderruflich. Darum brauchen wir eine neue Liturgische Bewegung, die das eigentliche Erbe des II. Vatikanischen Konzils zum Leben erweckt.“ „Eine solche neue liturgische Bewegung [die Fehlentwicklungen ungeschehen macht] kann man nicht ‚machen‘, wie man überhaupt nichts Lebendiges ‚machen‘ kann, aber man kann dem Heraufkommen dienen, indem man selbst den Geist der Liturgie neu anzueignen sich müht und für das so Empfangene auch öffentlich eintritt.“

## Reformatorische Kirchen

### Ältere liturgische Bewegung
Schon Mitte des 19. Jahrhunderts haben englische Theologen im Rahmen einer allgemeinen Begeisterung für die Ideen der Romantik die Oxford-Bewegung gegründet. Dadurch wuchs auch das Interesse für Kirchengeschichte und die Beziehungen zur römischen Kirche.
Am Ende des 19. Jahrhunderts waren es in Deutschland vor allem Kreise aus dem Bereich der sogenannten liberalen Theologie, die ihr Augenmerk verstärkt auf die Gestaltung des Gottesdienstes legten, um ihn den Anforderungen des gesellschaftlichen Wandels anzupassen. Sie entdeckten viele liturgische Formen für den Protestantismus neu, so dass bisweilen der Eindruck entstand, hier würde eine Rekatholisierung des protestantischen Gottesdienstes stattfinden. Auch wenn eine Nähe vieler Protagonisten der liturgischen Bewegung zur römisch-katholischen Kirche nicht abgestritten werden kann, schienen hier eher Reste der Romantik auf die hochkulturellen Ansprüche kulturprotestantischer Schichten zu treffen.
Wichtigstes Organ der sog. älteren liturgischen Bewegung war die Monatsschrift für Gottesdienst und kirchliche Kunst, die von den beiden Hauptfiguren der Bewegung, Julius Smend und Friedrich Spitta, herausgegeben wurde.  Von großem Einfluss waren darüber hinaus die Privatagenden, die in großer Zahl und Variation erschienen und zum Teil sogar die offiziellen landeskirchlichen Agenden in den Hintergrund drängten.
Bis zum 20. Jahrhundert hatte die Church of England ebenfalls weitreichende zeremonielle und rituelle Veränderungen gesehen, die meisten von ihnen in Anlehnung an der römisch-katholischen Tradition. Die Anhänger der Oxford-Bewegung, Tractarians genannt, weil sie ihre Ansichten in Traktaten veröffentlichten, interessierten sich ursprünglich für das Verhältnis der Church of England zur universellen Kirche; dabei wurden sie schwerpunktmäßig an der Liturgie und insbesondere an der Eucharistie interessiert.

### Jüngere liturgische Bewegung
Mit dem Ende des Ersten Weltkriegs und der daraus folgenden Krise des deutschen Bürgertums setzte eine neue Betrachtung des liturgischen Handelns ein. Unabhängig voneinander entstanden verschiedene Gruppen und Kreise, die heute zur jüngeren liturgischen Bewegung zusammengefasst werden.
Durch Rudolf Otto gewann die Erfahrung des Heiligen und damit ein stark mystischer Zug gegen die pädagogisch-instrumentalisierten Formen Einfluss auf die Gottesdienstgestaltung. Die hochkirchliche Bewegung wurde zum Schwerpunkt der Bewegung. Aus dem Umfeld der Jugendbewegung heraus wurden 1918 die ersten Organisationen gegründet („Hochkirchliche Vereinigung“). Dabei wurde von Anfang an auf eine Ökumenizität des Gottesdienstes (deshalb auch hier in der Regel „Messe“ genannt) Wert gelegt und anglikanische, römisch-katholische, altkatholische und ostkirchliche liturgische Formen wurden verarbeitet.
Kennzeichnend sind u. a. die Wiederaufnahme gregorianischen Gesangs, die wöchentliche Feier des Abendmahls und die Suche nach verbindlicheren Formen geistlichen Lebens.  Aus regelmäßigen Treffen auf dem Gut Berneuchen entstand 1923 die Berneuchener Bewegung, deren Gruppen bis heute prägend für die liturgische Entwicklung der evangelischen Kirchen sind. Dazu gehören u. a. die Evangelische Michaelsbruderschaft (in der nur Männer Mitglied werden können), der Berneuchener Dienst und die Gemeinschaft St. Michael. Herausragend waren hier die Theologen Karl Bernhard Ritter und Wilhelm Stählin. Prägend für das geistliche Leben ganzer Generationen evangelischer Christen wurde das von der Michaelsbruderschaft herausgegebene Evangelische Tagzeitenbuch.
Betont lutherisch geprägt ist die 1941 von Christhard Mahrenholz gegründete Lutherische Liturgische Konferenz Deutschlands.
Der Förderung des gregorianischen Gesangs hat sich besonders die Kirchliche Arbeit Alpirsbach angenommen, deren Glieder sich zu regelmäßigen Singwochen treffen.